# プラモ狂四郎
『プラモ狂四郎』（プラモきょうしろう）は、クラフト団とやまと虹一による日本の漫画。
『コミックボンボン』（講談社）1982年2月号から1986年11月号に連載された、やまとの代表作である。
単行本は講談社ボンボンKCにて全15巻、再版として愛蔵版全11巻、ボンボンKCDX版全6巻、KPC版全13巻が刊行された（いずれも絶版）。2008年より、講談社漫画文庫版として刊行。

## 概要
ロボットアニメのプラモデルが大好きな少年・プラモ狂四郎こと京田四郎は、プラモデルを本物さながらに戦わせられる「プラモシミュレーションマシン」でライバルたちと仮想空間でしのぎを削り、次第にモデラーとして成長していく。続編に『新プラモ狂四郎』や『超戦士ガンダム野郎』などがある。
講談社は当初、新創刊となる『コミックボンボン』の目玉として、劇場版『機動戦士ガンダム』の漫画化を企画。しかし日本サンライズ（当時）から許可が得られず、次善策として安井尚志（本作の原作者・クラフト団のひとり）が本作を提案。また、かつてボンボン編集長だった元講談社の池田新八郎は、創刊当時の同誌はジョージ秋山の『スパットマンX』を軸に据える予定だったが、創刊号で巻頭特集したガンプラ企画が読者アンケート1位となったことで、ガンプラ関連作品の連載を安井へ打診したことがきっかけだと語った。第1話は読者アンケートで3位、第2話以降は1位を獲得。連載開始となった創刊3号からボンボンの発行部数は上昇し始め、創刊号に15万部だったものが1年後には50万部に達し、「ミラクル」と言われたという。本作は当時の講談社KCコミックスの稼ぎ頭だった時期もあったという。
本作品以降、「プラモや玩具をシミュレーション世界で戦わせる」という設定が、さまざまなホビー漫画で散見された。さらに現実のコンピュータシミュレーション能力の向上および、バーチャル・リアリティ、3Dスキャニングなどの技術進歩により、本作同様のプラモシミュレーションを実現させる試みも行われている（後述の#本作の与えた影響参照）。

## 主な登場人物
声優はSDガンダム GGENERATIONシリーズのもの。
京田四郎（きょうだ しろう）
声 - 松本梨香
主人公。通称プラモ狂四郎。万代小学校に通う小学生で、父・母・妹の四人家族。市次郎（父）と三代（母）の間に生まれたので、長男であるにもかかわらず四郎と名付けられた。プラモデルが大好きで、中でもとりわけガンダムが大好き。行きつけの模型店「クラフト・マン」のマスターに誘われたことがきっかけでプラモシミュレーションを始める。模型製作の腕前は、最初はパーツの合わせ目も満足に消せない稚拙なものであったが、マスターやストリームベースをはじめとする周囲の助言や特訓、そして四郎自身の努力もあってめきめきとその腕前を上げていき、後には自身の代名詞ともいえるパーフェクトガンダムをはじめとする、数々の傑作モデルを生み出していった。またプラモシミュレーションのプレイヤーとしても、多くのライバルたちといくつものバトルを重ね、いつしか日本を代表するプレイヤーとなっていく。
『新プラモ狂四郎』では健やサッキ―と共にコンピューターソフトで大成功を収め、大日本造形学園を設立するが、イベント用に造った影武者ロボットに学園を乗っ取られる。また、妹・里香も「京姫」として登場する（後半に自ら正体を明かす）。
名前は眠狂四郎から付けられており、「プラモ狂（の）四郎」とのダブルミーニングとなっている。
倉田太（くらた ふとし）
模型ショップ「クラフト・マン」の店長。四郎たちからは「マスター」と呼ばれている。恰幅の良い体格で、ユニオン・ジャック柄のエプロンがトレードマーク。同じように恰幅の良い奥さんとみどりとの3人家族。人当たりが良く、誰とでも公平に付き合う。四郎とは時に優しく、時に厳しく接し、信頼と思慕を置かれる間柄。モデラーと店の2階にプラモシミュレーションマシンを設置している。最終回でプラモシミュレーションマシンを封印、『新プラモ狂四郎』では「河童堂」、『プラモ狂四郎1999』では「長年の夢」という骨董屋の主人となっていたが、マスターグレード・パーフェクトガンダムの組立説明書内の読切漫画では、骨董屋の隣に再び模型店を開き経営していた。
倉田みどり（くらた みどり）
マスターの1人娘。マスコット的存在。女の子ではあるが模型店の娘ということもあり模型製作も普通にこなすが、ガンダムをはじめとするサンライズロボットアニメ好きの狂四郎たちとは異なり、第2話で主人公のマリンに女性ファンが多かった『宇宙戦士バルディオス』のバルディオスを、プラモ合宿の時にはアムロ・レイのフィギュアを改造して近藤真彦（マッチ）のフィギュアを作っていた。時にはシミュレーションバトルにも参加する。時たま店の手伝いで、星条旗柄のエプロンを着けて店頭に立つこともある。シミュレーションバトルでは勝った描写がなく、健とキー坊が離脱してしまった際、ワールドシミュレーション大会参加を「足手まといだから」という理由で自ら辞退している。
『新プラモ狂四郎』では高校生になっており、制服を着た姿で登場する。
名前はかつて存在した模型メーカー、緑商会から。
丸山健（まるやま けん）
四郎の親友。いつも迷彩服を着ている。父・母・兄の四人家族で、和風の四郎宅に対し彼の家は洋風で、かなり裕福であることが作中からうかがえる。序盤はライバルとして四郎と競い、中盤では四郎の良きパートナーとしてシミュレーションバトルで活躍。薩摩模型同人会との対決後に父親の仕事の都合でアメリカに引越すが、現地で四郎のライバルであるサッキー竹田と接触。ワールドシミュレーション大会の前に、再び強力なライバルとして四郎の前に立ちはだかる。その後、模型秘伝帖を賭けて行われた関ヶ原ウォーズで山野辺を闇討ちして、彼に変装して参加。終盤戦で山野辺に変装していたことを明かし、サッキーの汚いやり口に愛想が尽きていたことを彼の目前で告白し、四郎との友情を復活させてサッキーを撃破した。
『新プラモ狂四郎』ではアメリカで四郎やサッキ―と共にコンピューターソフトを開発して大ヒットさせるが、サッキー共々四郎の影武者ロボットに洗脳されていた。
名前は、国産最初のプラモデルを発売したマルサン商店から。
木田晃一（きだ こういち）
四郎の親友。通称キー坊。序盤は健と共に四郎と競い合っていたが、彼共々四郎と共闘する間柄になる。プレーヤーとしては二人にやや劣るが、随所で機転を利かせてチームの勝利に貢献している。受験勉強と「一年間プラモを作るな」という母親の厳命のために離脱。ワールドシミュレーション大会以降はほとんど登場しなくなる。その後『プラモ狂四郎1999』では社会人として登場、四郎をはじめかつての仲間たちと再会する。
富田（とみた）
大学生モデラー。模型コンテストで金賞を受賞するほどの模型製作の腕前を持っており、なおかつボクシングもやるスポーツマンである。大学卒業後は一旦地元である九州に戻ったが再び上京し、アスレチッククラブでインストラクターをしている。四郎に対し「自分のプラモに魂を込めろ」と説いたり、太陽模型店との合同プラモ合宿にも同行して、それまでスケールモデルを作ったことがなかった四郎にスケールモデル製作を勧めたりと、モデラーとしての四郎に大きな影響を与えた人物。
続編の『新プラモ狂四郎』にも、主人公の所属するプラモ部の顧問として登場している。
山根アキラ（やまね あきら）
太陽模型店を拠点とする模型集団「プラモ帝国エンペラー」のリーダー。主にグフ、ハイザック、ズサなどジオン系MSを扱う。最初こそ敵意をむき出しにしていたが、プラモ合宿で四郎との対戦後、「エンペラー」所属からは唯一、四郎たちの心強い仲間としてシミュレーションバトルで活躍する。モデラーとしての技術は高く、仲間となった者に対しての友誼は篤い。その反面、四郎に勝ちたいというライバル心を抱いており、ワールドシミュレーション大会東京地区予選では初戦で戦うこととなり、一見するとノーマルのグフをシミュレーションで戦うことを前提に徹底的に突き詰めたモデルで勝利する。四郎の仲間になってから彼に勝った唯一のプレーヤーでもある。
ホビートピア編では、ホビートピアの従業員共々捕らえられてしまい、メインコンピューターによって作られた彼自身のホログラフィー、ダミーロボットで四郎に襲い掛かる。彼本人も、四郎に助けられ、マスターと共に事件解決に協力する。
村岡（むらおか）
太陽模型店の店長。倉田とは大学時代の同級生で、プラモ同好会の仲間だった。彼も自作の可搬型プラモシミュレーションマシンを所有する。しかし性格は嫌味で皮肉屋、負けることが大嫌いで、倉田ですら彼の態度に苦言を呈することもあるほど。「エンペラー」の失態にも非常に厳しく、ガミガミ説教をして頭を殴ったりもしている。事あるごとに四郎のことを「ガンダム坊や」と呼んで挑発する。
藤井弘（ふじい ひろむ）
通称ロム。ワールドシミュレーション大会以降の四郎のパートナー。リトルリーグの強打者でもある。後述するグズ鉄とは親友同士。はきはきした性格だが若干攻撃的。些細な油断から敵に敗北してしまうことが多い。
岩城鉄夫（いわき てつお）
通称グズ鉄。ワールドシミュレーション大会以降の四郎のパートナー。親友であるロムとは反対におっとりしているが、状況判断や気配りの利く性格で勝率はロムを上回り、最悪でも相討ちで敵を仕留めるなどで四郎のチームの勝利に貢献している。自らを「グズだから」と当初はネガティブな言動はあったが、ワールドシミュレーション大会を経て大きく成長。関ヶ原ウォーズでは己の犠牲と引き換えに「赤い馬」の（ジュンが乗って合体していた）後ろの部分を道連れにしたほどだった。
景山姉弟（かげやましてい）
姉の藤美（ふじみ）と弟の陽（よう）の姉弟。姉の藤美は美人だがヒステリックな性格。オフロードバイクを駆る男勝りな行動派でもある。弟の陽は中学生ながらスケールモデラーとして名が通っており、シミュレーションバトルで四郎に初めて土をつけた。四郎の初期におけるライバルとして、その後もことある毎に登場していたが、ワールドシミュレーション関東大会の1回戦で敗退以降、出番がなくなってしまった。姉弟ともに当初はスケールモデラーとして登場、特に陽はアニメモデルを見下したような発言が目立ったが、シミュレーションバトルにおいて、藤美が「アニメ軍対スケール軍」という戦いにもかかわらずアッグガイを使用したり、別の戦いにおいては藤美がゴッグで、陽に至ってはマッケレルをフルスクラッチして四郎に挑んだりするなど、アニメモデルを全く作らないわけではない。
蔵井明市郎（くらい めいいちろう）
ウォー・シミュレーションゲーマー。蔵井財閥の御曹司。シミュレーションバトル時にはナチスドイツの軍服を着て登場した。四郎にプラモシミュレーションで挑戦し、第二次世界大戦時のドイツ戦車部隊を指揮して一度は敗北寸前まで追い詰めるも、ジェットモグラの前に敗北する。その後もジオン少年隊を組織して四郎にけしかけ、罠を張ってパーフェクトガンダムをバラバラにしてしまうなど非常に執念深く、自らの勝利のためにはどんな卑怯な手段を使うことも厭わない。そのため、シミュレーションゲーマーやモデラーの間でも評判は悪く、「風上にも置けない奴」と嫌悪されている。またロリコンの傾向があり、みどりに対してただならぬ興味を示していた。模型秘伝帳編ではサッキー竹田に操られ、「変形仮面」として登場した。
南郷快山（なんごう かいざん）
薩摩模型同人会のメンバー。スケールモデルが合体・変形してロボットになる魔改造で、四郎に一度は勝利する。この敗戦がきっかけで、四郎はプラモ特訓を経てさらにモデラーとして一回り大きく成長することになった。その後は「関ヶ原ウォーズ」で四郎の仲間として参戦。当時は未発売だった1/144アッシマーをフルスクラッチして使用。
天満三兄弟（てんまんさんきょうだい）
長男・小郎太（ころうた）、双子の次男・五郎太（ごろうた）、三男・太郎（たろう）の三兄弟。忍者の末裔であり、運動能力は高い。四郎の噂を聞きつけて大阪から四郎に挑戦、対決後はさまざまな面で四郎たちに協力する。実家は大阪のお好み焼き屋。主にザクキャノン、デザートザク、サイコミュ試験型ザクなどMSV系のMSを扱う。劇中においては、四郎が次に対戦する予定の強豪と戦って惨敗するという損な役割を度々あてがわれている。「関ヶ原ウォーズ」では、小郎太は1/144ネモ、五郎太は1/144ジムII、太郎は1/144マラサイを使用。小郎太と五郎太は「模型秘伝帳・土ノ巻」を活かした増加装甲を付けていた。しかし、太郎は開始早々、不運にもサッキー竹田のパーフェクトジオングMK-IIに遭遇してしまい、わずか数コマで破壊され、最初の脱落者となる。
名前はボンボンの競合誌、100てんコミック（双葉社）、コロコロコミック（小学館）から。
阿野世清四郎（あのよ きよしろう）
人呼んで「アニメの清四郎」。南町でアニメのセルや設定資料を売っている店「アニメショップゼロ」の代表となり、ワールドシミュレーション関東大会に参加。モデラー仲間でも名の通った「ヘビー鶴田」「タイガー佐山」の2人を金銭で雇いチームに引き入れ、彼らにシミュレーション用のプラモを作らせていた。1回戦で景山姉弟に土をつけたのは彼のチームである。モチーフはRCサクセション時代の忌野清志郎。
『機動戦士ガンダム』を「神聖なるアニメの傑作」とあがめ、それゆえに原作にはないパーフェクトガンダムを勝手に創造した四郎を憎んでいた。関東大会決勝戦では3人とも1/144ドムを使用。ジェットストリームアタックを再現して苦しめるも、二度目は通用せず「ジェットストリーム返し」を食らい隊列を乱される。最後は四郎の1/144パーフェクトガンダムIIIに一刀両断にされ敗北した。
牛若三兄弟（うしわかさんきょうだい）
ワールドシミュレーション大会編に登場するモデラー。関西地区で天満三兄弟を破って関西地区代表となり、グランプリ大会決勝戦で四郎たちクラフト・マンチームと相対する。義丸（よしまる）、弁慶（べんけい）、静（しずか）の三兄弟。金属製の素材と電子工学を駆使した、ストロングパワーモデルと呼ばれるフルスクラッチモデルで四郎たちを苦しめる。義丸は高機動型系MS（ザク、ゲルググ）、弁慶はドムを扱うが、静はネオファム（『銀河漂流バイファム』）、グルーン（『重戦機エルガイム』）を扱う。
茂合岩男（もあい いわお）
ワールドシミュレーション大会で優勝した四郎に挑戦してきた少年。模型秘伝帳・木ノ巻の継承者。ウッドモデルに関しては一目置かれる腕前で妖怪油すましにそっくりな容姿だが、家伝の技に誇りを持つ少年である。四郎が秘伝帳を狙っていると小澤勝三（に変装したサッキー竹田）に吹き込まれていた。関ヶ原ウォーズでは四郎に協力し、木製・百式で参戦した。
ティータイムズ
ミャオ、ウル、ハンの3人から成る男性アイドルグループで、一時期みどりが熱を上げていた。四郎と接点の多かったのはリーダー格であるミャオ。曰く「プラモ作りが趣味であり、メンバーともモデラー仲間として知り合った」とのことだったが、それは嘘であり、彼自身はプラモを全く作らない。
ディレクターである影岡（正体はサッキー竹田）に作らせたプラモを操り、四郎にプラモシミュレーションバトルを挑む。カンフーを得意とするようで、作中ではそれを活かし旋風脚を披露している。本来は負けていた勝負を編集し自分が勝ったことにしてしまうなど、爽やかな外見とは裏腹に腹黒い性格。
サッキー竹田（さっきー たけだ）
声 - 森川智之
アメリカ人で日系2世の天才モデラー。彼の父・精作は倉田や村岡の大学時代のプラモ同好会の先輩でプラモシミュレーションの原型を作った人物であるが、渡米後に事故死してしまった。アメリカの特撮映画を研究してプラモ製作に応用した彼の模型製作のテクニックは、アメリカモデラー大賞を受賞するほど優れたものであるが、性格は非常に自己顕示欲が強く、傲慢で利己的。他人を自分のためだけに使い捨ての駒として利用することも全くためらわない。また電子工学にも長けており、初登場時にはプラモデル破壊されるとプレイヤーにもダメージを与えるという危険極まりない携帯プラモシミュレーションマシンを携えて来日し、天満兄弟を病院送りにした。四郎のパーフェクトガンダムと死闘を繰り広げ敗北し、四郎と「もう一度初心に帰ってお互いに頑張ろう」と約束したらしいが、その後もほぼ全編を通じて常に最大・最強・最悪の敵として四郎の前に立ちふさがる。ジュンという名のガールフレンドと、サッキーファイブと称するモデラー集団を従えている。
本編終了後は四郎たちと仲間になり、『新プラモ狂四郎』ではアメリカで彼らと共同で製作したコンピューターソフトを大ヒットさせているが、健と共に四郎の影武者ロボットに洗脳される。
名前は、SFライターで特撮専門雑誌『宇宙船』の中心人物であった聖咲奇（ひじりさき）から付けられており、さらにサッキーファイブのメンバーの1人である山野辺は、当時聖の書生をしており後にプロモデラーとなった一戸寛の名前を転じたものである。
山野辺（やまのべ）、宮間（みやま）、岡田（おかだ）、西脇（にしわき）、菊地（きくち）
「サッキー5（さっきー・ファイブ）」と呼ばれる造形集団。サッキーとは文通やコンテストなどを通じて知り合った。製作技術も群を抜いているほか、電子ゲームなどの技術も持っている。
山野辺は一番手として四郎と戦い勝利しているが、関ヶ原ウォーズではサッキーのやり方に着いていけなかった健が入れ替わるなど貧乏くじを引いている。
西脇と菊地は、四郎チーム（四郎、健、山根、小郎太）4人との対戦で人数合わせから外され、ワールドシミュレーション大会で静岡代表「マックス軍団」として対戦した。
三戸広右衛門（みと こうえもん）
日本最大の模型問屋「アオイ模型」の会長で、ワールドシミュレーション大会の主催者。四郎からは親しみを込めて「プラモじいさん」と呼ばれている。普段はバンを改造した移動模型店で全国を回りながら、各地の子どもたちにプラモデルの素晴らしさを教えて歩いている。四郎にジェットモグラのプラモを与えたり、健との戦いで心の傷を負った四郎を元気付けようといろいろとフォローをしてくれる。また、サッキー竹田が狙っている模型秘伝帳8巻のうち、木ノ巻・土ノ巻・金ノ巻以外の5巻を所持しており、関ヶ原ウォーズで秘伝帳の行方を四郎たちに託す。モチーフは、東野英治郎の演じていた頃の水戸黄門。
金角、銀角（きんかく、ぎんかく）
金ノ巻が伝わる創寺の住職。関ケ原ウォーズに先立ち、四郎のプラモで金属のキットに勝つための模擬戦の相手をする。関ケ原ウォーズには金角一人が参戦、茂合の口ぶりから博識や洞察力でその筋では評価されている様子。
江原飛人（えばら ひっと）
番外編『狂四郎VS.飛人』で登場。四郎のいとこで、『コミックボンボン』の兄弟誌『テレビマガジン』にて当時連載され四郎もレギュラーキャラクターで登場しているホビーバトル漫画『ホビーボーイ飛人くん』の主人公。四郎譲りのガンダム好きで、ガンプラだけでなくガンダム関連の玩具にも詳しい。まだプラモが作れないため、プラモシミュレーションでは主に玩具を用いて参加、クローバーから発売されていたガンダムのダイカストトイで四郎のプロトタイプガンダムと対決したり、バンダイから発売されていた電子ゲーム『FL 機動戦士ガンダム』と森永製菓から発売されていたガンダムチョコスナックのおまけプラモを使ったシミュレーションバトルで、四郎に戦いを挑む。
続編『新プラモ狂四郎』にも登場、幼年時代に比べると肥満体型になっている。当初は二代目プラモ狂四郎を名乗っていたが、主人公・新京四郎（あらた きょうしろう）のパートナーとして活躍。闇の生徒会長との最終決戦の際は四郎の愛機であったパーフェクトガンダムを駆り、闇の生徒会長の刺客相手に果敢に戦った。

## 登場するプラモ一覧

### 狂四郎サイド
ガンダム
主なスケールは1/144。登場回数の多さでは群を抜いており、「もう1人の主役」ともいえる存在。四郎はこのプラモを通してさまざまなライバルと渡り合い、また、プラモデルの本当の楽しさを教えてもらった。1/100ジムを改造した「1/100ガンダム」や水中モーターを備えた「水中用ガンダム」、そして作品の代名詞的存在となった「パーフェクトガンダム」など、四郎はさまざまな改造を施したガンダムを使っている。
RX-78-2ガンダムに限らず、四郎はガンダムMk-II、Ζガンダム、ΖΖガンダム、ザブングルタイプ、ダンバイン＆ビルバイン、スコープドッグ、バイファム、エルガイムMk-IIにも搭乗している。
ジェットモグラ
シミュレーションゲーマー蔵井に追い詰められ、窮地に立たされたところを、逆転勝利に導いてくれたアンティークプラモ。狂四郎のエンブレムが初めて使われた機体である。ホビートピア編では、ガンタンクの車体を使ったスペースジェットモグラも登場している。
パーフェクトガンダム
四郎が製作した本作オリジナルの強化型ガンダム。当時の『コミックボンボン』で、3か月に渡って詳細な改造方法を記した記事が掲載された。また、漫画媒体で初登場したガンダムとして初めて、サンライズの公認を受けている。
ショルダーキャノン、右腕部固定式の2連装ビームガン、左腕部固定式のシールド裏側にビームサーベル3本と機雷投下装置という各種武装を備え、肩部・胸部・腰部・下足部に増加装甲を装備する。サッキー竹田との戦いで初陣を飾り、後に装甲を脱着可能にするなどのリファインを経て、永く四郎の愛機として活躍している。原案は板野一郎、クリンナップはやまと虹一。また、MSVとしてプラモデル化される際に小田雅弘によってデザインがリファインされており、ワールドシミュレーション大会編の前後で細部デザインが若干異なる。
なお、このパーフェクトガンダムが登場したあたりから、本作品登場のプラモは大改造を施したものやフルスクラッチが多く登場するようになり、本来の「プラモで遊ぶ」という感覚から徐々に離れていくことになる。
パーフェクトガンダムII（フルアーマーガンダム）
ジオン少年隊に敗れ、直後の小田との模擬シミュレーションに敗れたパーフェクトガンダムに代わり登場。小田の渡した設計図により製作され、鉛板を埋め込んだ脱着式の増加装甲を装備し、武装として2連装ビームガンとショルダーキャノンを備える。ジオン少年隊との再戦ではその強固な装甲でジオン少年隊を圧倒、その後もワールドシミュレーション大会編などにたびたび登場し、大いに活躍している。雑誌掲載時は「ストロングガンダム」と呼称していた。
パーフェクトコンバットビークル
プラモ特訓に登場。タミヤ1/24ホンダ・シティターボを四郎が独自に改造したもの。車体両側にミサイルランチャー、屋根にヘビーマシンガンを装備。特訓シミュレーションで富田と大津のスコープドッグを撃破し、見せ掛けだけの改造からさらなるステップアップを達成した。メカデザインは大河原邦男。
パーフェクトガンダムIII（レッドウォーリア）
ワールドシミュレーション大会関東地区決勝戦、アニメの清四郎戦で初登場。ワールドシミュレーション大会決勝戦ではグズ鉄が乗り込み、牛若兄弟・弁慶のリックドムを倒している。後にホビートピア編で実物大キットとしてトリプルZと戦った。
ガンキャリアー
レッドウォーリアとともにアニメの清四郎戦で登場。輸送機形態のガンキャリアーとモビルスーツ形態のキャリアスーツに変形が可能のほか、分離して支援機にも変形が可能。もともとはMSVの次の企画である「MS-X」のためにデザインされた「ガンキャリー」のデザインを若干修正したものである。
ヘビーガンダム
ワールドシミュレーション大会予選でマックス軍団との対戦で最初に使われ、この時は新幹線の中で組み立てていたものの、組み立てる途中で落下してヘビーガンダムの部品を無くしてしまう。間に合わせでHCM版フルアーマーガンダムの腕をヘビーガンダムの両腕に取り付けて戦いに挑んだ。しかし、間に合わせ装備のため無理に動かすと腕が外れる弱点がある。続いて、ワールドシミュレーション大会最終戦のサッキー竹田戦でも使われ、この時はFRP素材を使うブラッディ・マリーに対抗するため鉄粉を混ぜた無発泡ウレタンで強度を大幅に増していた。
武者ガンダム
茂合との再戦に使われた、四郎いわく「妖怪退治にうってつけのガンダム」。「ガンダム」と銘打っているが、RX-78ガンダムではなくガンダムMk-IIをベースにしている。手足は消しゴムモデル、胴体はバスマット用の硬化スポンジを改造して製作されており、重量バランスをとるためにコックピット兼重りとして内部に鉄球を仕込んである。対戦した茂合は木製の龍であり、どちらももはや「プラモデル」ではなくなっている。デザインはやまと虹一。
オリジナルΖガンダム
『コミックボンボン』の読者参加型企画「オリジナルΖガンダムコンテスト（アニメに登場したZガンダムをアレンジしたものではなくガンダム自体のデザインをオリジナルで作成した企画）」のグランプリ作品を、ときた洸一がリファインしたもの。
模型秘伝帳編の対ミャオ（アイドルグループ「ティータイムズ」の一員）戦に使用。必殺技はビームヌンチャク。シミュレーション自体は勝利したがテレビ放送時はミャオが勝った形に改竄されていた。
ハイザック
シミュレーションの結果を改竄したミャオとの再戦で使用。足底部にチョロQのブルパップモーターを仕込んでダッシュ走行ができるほか、バックパックを木製の可変ウイングに改造（木の巻の応用）。メインコックピットはこちらに設定されていた。
モビルアニマル
模型秘伝帳編に登場。四郎が乗るα号と速水仁司が乗るβ号が変形合体し、獅子をモチーフにしたアニマルフォームになる。ブラックマウンテンのゾンビ合体オモロイドの攻撃にも耐える粘土製の頑丈な装甲を持つ。メカデザインはときた洸一。
武者ガンダムMk-II
「模型秘伝帳 金ノ巻」を守る僧侶、金角・銀角との対戦で登場。名前は「Mk-II」だが、これは「武者になったガンダムMk-II」ではなく「武者ガンダムのMk-II」という意味であり、デザイン上はMk-IIベースだった武者ガンダムを受けてΖガンダムをベースとしている。
胴体内に小型充電器を内蔵しており、頭部の角からは電撃攻撃が可能。ホビートピア編でも登場するが、活躍の場が見られずゴステロ率いる死鬼隊のSPT（MF）の集団攻撃を受け大破してしまう。
武者Ζガンダム
関ヶ原ウォーズに登場。サッキー竹田との最終決戦に使われた。上半身はΖガンダムをベースに鎧武者の意匠が盛り込まれ、脚部はRX-78のものが使用されている。馬型のメカ「騎馬メカ」に跨っている。騎馬メカは頭部と胴体後部にそれぞれ独立したコクピットを持ち、どちらかが破壊されても戦闘を続行することが可能となっている。また、騎馬メカと合体することにより「武者Ζガンダムケンタウロススペシャル」になる。
メタル武神
武者ガンダムMk-IIに内蔵されたホワイトメタル製の武神像でプラモ狂四郎の守り神。ホビートピア編の対ゴステロ&死鬼隊戦に登場。全金属製という特性を生かし、死鬼隊のMFを粉砕する。
HCMパーフェクトガンダム
ホビートピア編に登場。ハイコンプリートモデルの長所と四郎のプラモ経験を結集させた究極のガンダム。装甲内側に金属製のリブを渡したフレーム構造を持つ頑丈な装甲を装備しているが、装甲が重いために機動性は損なわれている。装甲はモデルガン用火薬に点火することにより脱着が可能であり、内部のノーマルガンダムは可動部位と可動範囲を限界まで増やしたスーパーアクションモデルになっている。ジ・O戦で相手の機動力に対抗するために装甲を外したために続くジオング戦ではノーマルなガンダムとして使われた。最後はジオングに胴体を粉砕されたが、腹部に内蔵した最後の切り札「ドリルファイター」で止めを刺した。デザイン協力は藤田一己。後に『Ζ-MSV』として登場したフルアーマーガンダムMk-IIと装甲形状の大部分が共通している。

### ライバルサイド
パーフェクトジオング（足付きジオング）
「MSV」のパーフェクトジオングとはデザインが異なることから「狂四郎版」などとも呼ばれる。天満太郎とサッキー竹田が使用しているが、特に本編中で「パーフェクトジオング」と言った場合はサッキー竹田の機体を指す。両者共に1/144ジオングに1/100ドムの脚部を改造して装着しており、腕部は有線サイコミュ式ビーム砲としてではなく、有線の打撃武器として使用しており、アニメやMSV設定の肘から先ではなく手首から先が有線式となっている。天満は頭部アンテナを金属製に変更。サッキー竹田の機体はサーベルを装備し、四郎のパーフェクトガンダムと壮絶な戦いを演じたが、電飾のために体に光ファイバーを内蔵していたことから、パーフェクトガンダムのショルダーキャノンから発射した水を浴びて漏電し、爆発した。後年発売された「マスターグレード・パーフェクトジオング」には、この狂四郎版を意識して、本来公式設定にはないサーベルが付属している。
山之辺専用ザク（バーニア付ザク）
サッキーの前座として登場。『六神合体ゴッドマーズ』に登場した敵メカ・ゾンデを改造したバックパックが航空機となっており、分離し遠隔操作が可能。その特性を生かし四郎のザブングルを撃破した。団体戦となったサッキーとの決戦においては、健のジムキャノンにバックパックが撃墜され、直後に四郎に撃破される。
MS-06R 高機動型ザクII
MSVの代名詞ともいえるザクのバリエーション機であるが、本作ではガンダムに次いで登場回数が多い。このうち最も登場したのは黒い三連星専用機だった。最初の登場は、サッキーファイブのメンバーがデモンストレーションプレイで使用。その後、四郎のパーフェクトガンダムと戦うが、機雷を落とされて撃墜される。続いて、プラモ特訓のエピソードで大津好満が作成し、脚部のバーニアを可動するギミックに改造していた。ホビートピア編では、バーチャル映像の黒い三連星が搭乗。劇中と同じくジェットストリームアタックを仕掛けてくるが、四郎に返り討ちに会った。番外編「夢のシミュレーション」ではストリームベースの子孫が1/30のバブルキャスト製のザクIIに乗り込んで、四郎が乗る等身大モデルのバイファムと戦った。その他のエースパイロット専用機では、シン・マツナガ専用機は、牛若三兄弟の義丸が搭乗し、ワールドシミュレーション大会予選で天満兄弟の乗るザク・マインレイヤーと対決していた。ジョニー・ライデン専用機は、ストリームベースの小田が搭乗し、四郎、ロム、グズ鉄の特訓合格祝いに祝砲を放った。
パーフェクトザク
ジオン少年隊が搭乗。1/144旧ザクと1/144高機動型ザクIIを合わせて作ったプラモ。ザクアーマーと呼ばれる装甲を装着することで「フルアーマーザク」になる。四郎1人に対し林、渡辺、千田の3人の連携プレイ、身軽な動きとザクアーマーの超火力で、四郎のパーフェクトガンダムを倒した。
後に林のパーフェクトドム（ドムトロピカルタイプの右肩にキャノンを装備）、渡辺のZタイプザクと共に千田が搭乗したが、ストリームベースとの特訓で技量を上げた四郎のフルアーマーガンダムにリベンジを果たされる。
セミアーマードガンダム
ストリームベースの小田雅弘が、ジオン少年隊に敗れた四郎に対する特訓シミュレーションで使用。胸部と脚部にポリウレタン樹脂一体成形の簡易アーマーで武装したガンダム。戦闘の中で四郎のパーフェクトガンダムのさまざまな弱点を指摘し、装甲はいざという時に脱着可能にしておくという教訓を教えた。
ゴッドタイガー
シミュレーションゲーマー蔵井が搭乗。タミヤの1/16キングタイガーをベースに、タイガーI、キングタイガー、レオポルド列車砲などのナチスドイツの各種戦車砲塔で武装した超重要塞戦車。一度倒しても、レオポルドウォーカーに分離が可能。その圧倒的な火力で四郎たちを窮地に追い込むも、外部からの強制加入とリモコン操作がばれマスターにより戦闘が中断され、シミュレーションに参加。しかし片腕（当時蔵井は手足を骨折していた）操縦のためにうまく操れなく形勢は逆転した。
プラモ魔神
南郷の零戦と南郷が仲間として連れて来た犬のタマサブローのF-15が変形合体したロボット。零戦のプロペラとタンクから発射するミサイルが武器で、四郎のダンバインを一撃で粉砕した。その後の再戦では鍾馗とSR-71Aが変形合体するプラモ魔神IIが登場するが、魔改造のトリックがばれてしまい使用できなくなった。
義丸専用 高機動型ゲルググ
ワールドシミュレーション大会決勝戦で牛若兄弟・義丸が使っていたプラモ。分離して下半身が移動砲台に変形。2段攻撃で四郎を苦しめるも、四郎に下半身の弱点を見抜かれてしまい、最後は四郎の捨て身の一撃で敗北。
ブラッディ・マリー（デビルガンダム）
ワールドシミュレーション世界一決定戦でサッキー竹田が使用。グラスファイバー、ラテックスなどの新素材で作ったガンダム。手は4本。頭部は外観こそガンダムタイプだが、その下はエイリアンさながらなグロテスクな頭部になっており、その口から液状のラテックスが入った舌を出して襲い掛かる。メカデザインは小田雅弘。続編の『新プラモ狂四郎』にも登場。
木製ガンダム
「模型秘伝帳 木ノ巻」の継承者・茂合岩男が使用。朴製の144分の1ガンダム。左腕部のみがゴム製で、水中戦で威力を発揮する。ビームサーベルは竹刀。外見こそRX-78だが、箱根細工のように折り畳むように変形することが可能で、狂四郎をして「人間国宝もの」と言わしめた。
ゾンビ合体オモロイド
「模型秘伝帳 土ノ巻」を奪ったブラックマウンテンが搭乗。グリング、ズィーバー、グロットのジャンクパーツがパーツに仕込んだ鉄板を電磁石を用いて合体させるオカルトパワーで合体。天満兄弟を倒すも、四郎と速水仁司の乗るモビルアニマルに倒される。
モビルトルーパー
関ヶ原ウォーズにてサッキーファイブと外人部隊が使用。装甲には外気温に合わせて色が変わり、周囲の景色に溶け込むことを可能とする新素材を使用している。デザインはときた洸一。
パーフェクトジオングMk-II
関ヶ原ウォーズに登場。サッキー竹田が使用。1/144スケールで通常はアッシマーより小型だが、水分を含ませたスポンジ製の外装をキット内部に仕込んだニクロム線で加熱するヴァンパイアパワーで巨大化することが可能。一度倒しても、変形合体ロボ「赤い馬」に変化し、四郎を危機に陥れた。その正体は以前南郷が使っていた魔改造と似たものであり、魔改造がタイマーを介して一定時間の経過によりプラモが切り替わるのに対し、こちらはセットしたプラモがシミュレーション上で敗れた時点で次のプラモに切り替わる仕様になっていた。
デビルチェンジグフ
ホビートピア編に登場。バーチャル映像のランバ・ラルが搭乗。最初は通常のグフとして四郎のガンダムに攻撃を仕掛けるが、謎の力によりデビルチェンジグフに変貌する。右腕に内蔵されたスタンガンで四郎を苦しめるも、ガンダムの腰部にあった耐熱フィルムでグフの右腕を包み、四郎の挑発に乗せられて逆上するラルのデビルパワーが機体に耐え切れずそのまま自爆して果てる。デザインはときた洸一。
ブルグレン
ホビートピア編に登場。バーチャル映像のゴステロが搭乗。黒い三連星ザクIIとデビルチェンジグフとの連戦でボロボロになった四郎のガンダムを倒すも、四郎はとっさにスペースジェットモグラに乗り換えて難を逃れる。最期は、モグラのドリルが、ブルグレンの頭部を突き刺し爆散。なお、合金製のブルグレンのウイングパーツは、四郎が次に乗り換えるZガンダムのリアウイングに取り付け、ホログラフィー山根が乗るZZガンダム戦に利用した。
ダルジャン＆ガッシュラン＆エルダール＆ダンコフ
ホビートピア編に登場。先の戦いで敗北し死鬼隊として復活したゴステロが率いるレイズナーの死鬼隊のSPT軍団。ニクロム線を使った溶断で四郎の武者ガンダムMk-IIの胴体を切断し止めに機体を焼く攻撃で苦しめたが、内部に仕込んだダイキャスト製のメタル武神に乗り換えたことにより熱攻撃を逆用されダルジャン以外の機体はニクロム線で溶断、ダルジャンも熱を含んだメタル武神のキックによりヒートプレスのクリアパーツが発火し機体を焼かれ因果応報の結末を迎えた。
ΖΖΖ（トリプルゼータ）ガンダム
ホビートピア編に登場。サイコガンダムMk-IIの胴体に、ΖΖガンダム、Ζガンダム、ガンダムMk-IIの特色（頭部）を持った化け物ガンダムで、狂四郎をして「ばけものガンダム三バカ大将」と言わしめた。ホビートピアのメインコンピューターに洗脳されたマスターが搭乗。サイコガンダム同様、3つある頭部のどれかにコクピットがあり、コクピットのある頭部以外の2つの頭部を破壊すれば機能は停止するが、誤ってコクピットのある頭部を破壊するとマスターは死んでしまうため、四郎は精神的に追い詰められてしまう。デザインはときた洸一が担当。デザイン画稿では頭部は3つともΖガンダムのものであった。
ドクロタイプザク
四郎とホビートピアのメインコンピューターとの最終決戦の際に、メインコンピューターが召喚したザク。その名の通り骸骨模様のザクで、頭部は髑髏をかたどっている。3機がかりで四郎を襲ったが、プラモスピリットパワーを宿した四郎には敵わず、最期は狂四郎キックやヒートホークでの一刀両断で壊滅した。

### その他
ダイカスト製ガンダム
四郎の従兄弟、江原飛人がシミュレーションで使用したガンダム。下腕部内蔵のスプリングで手首やビームサーベルを飛ばすなどアニメにはない武器が搭載されているが、関節をガンプラのように自在に動かすことができないことが欠点。しかしダイカスト製であるため防御面は非常に強く、とても頑丈で壊れにくい。
自動操縦戦車
陸上自衛隊が74式戦車を元に開発していた無人戦車。兵器工場の設計データが偶然クラフト・マンのシミュレーションに流れ込み、そのデータに四郎が行った改造が作業ロボットによって実車に対して行われ、攻撃目標として四郎が冗談で設定した万代小学校へと進撃する。
改造内容は装甲の傾斜装甲への変更、エンジンおよびトランスミッションの強化、サイドスカートの追加など。また、武装として主砲の他に、砲塔両脇に6連装ミサイルポッド、砲塔上部に3砲身ガトリング砲が追加されている。
万代町で暴れまわり、61式戦車からなる陸自の防衛線を突破したのち、万代小学校前でマスターが開発したプログラムによって実体化した四郎のスコープドッグおよび山根のスタンディングトータスと交戦する。強固な装甲で四郎たちを苦戦させるが、弱点である赤外線暗視装置を破壊されて倒される。
実際はマスターが開発した実験用プログラムによるもので、一種の夢オチであった。上記のようにプラモデルではないが、一応ここに記載する。

## 作品内に登場した実在のモデラー
本作には四郎のアドバイザーや先生として、実在のプロモデラーが数多く登場している。彼らが実際に製作してボンボンに掲載したモデルやディオラマ、製作技術などは、本作中にもさまざまなシーンに盛り込まれている。
ストリームベース（小田雅弘・川口克己・高橋昌也）
ガンプラ草創期の伝説的モデラー集団。ジオン少年隊に敗れた四郎に特訓を施すために登場。その後も四郎たちのアドバイザー的な存在として、作中にたびたび登場する。
大津好満
細やかな工作・改造が身上の「超絶モデラー」。南郷の魔改造に敗れた四郎に対して富田とともに特訓を課し、単なる見せ掛けではない改造技術を伝えた。また、南郷との再戦開始直前に、魔改造の正体を看破している。なお、装甲脱着可能な1/144スケールのパーフェクトガンダムの作例を最初に作ったのはこの人であり、その手法は作品上で四郎も使用している。
小澤勝三
「ひげのプラモ怪人」として有名。劇中ではいたるところにマスコットキャラクターとして登場しているが、本編への正式なかたちでの登場は模型秘伝帳編より。ただし、ここで登場したのは本人ではなくサッキー竹田の変装した姿だった。その後、関ヶ原ウォーズの立会人としてようやく本人が登場、『新プラモ狂四郎』にも再登場を果たす。
速水仁司
海洋堂の原型師で、粘土を用いて怪獣からロボットまで何でも作ってしまう「浪速の造形名人」。模型秘伝帳土ノ巻を巡る戦いに登場し、四郎にファンドを使用した造形技術を教える。

## プラモシミュレーション
本作のほとんどが「プラモシミュレーション」と呼ばれる、実際のプラモデル同士を仮想空間で戦わせる描写となっている。四郎たちが行きつけの模型店「クラフト・マン」の2階に常設されたシミュレーションマシンは正面に巨大モニターを備え、手前にプラモデルをセットする半球状のカプセルとプレイヤーシートが複数設置されている。
シミュレーションの手順は、まずシミュレーション内で戦う者（便宜上プレイヤーと呼ぶ）が自身のプラモデルをカプセル内にセットし、そのプラモデルのスケールや種類などの基本情報や改造ポイントなどを通常はシミュレーションマシンの所有者がマシンへ入力。プレイヤーはシートに座り、特殊なヘルメットを装着し「シミュレーション、ゴー！」などの合図とともに、プラモデルを使った仮想空間での戦いが開始される。
戦いの様子は、プレイヤーには直接脳内イメージで、ギャラリーにはモニターを介してそれぞれ確認できる。
プラモデルが仮想空間で破損などのダメージを受けると、実際のプラモデルにレーザーやマジックハンドなどで傷がつき時には破壊される。そのため、作品中では実際にモデラーが応用できるテクニックと、シミュレーションに勝利するための実用性のないテクニックが混在している。
ワールドシミュレーション大会では、BCPC（バイオチップ・プラモ・コントローラー）というシステムが登場。これは、バイオチップと呼ばれるモデラー（プレイヤー）のパーソナルデータを入力したICチップをシミュレートするモデルに搭載し、プレイヤーの精神エネルギーによってプラモデルをコントロールするシステムである。プレイヤーの分身ともいえるバイオチップの採用により、従来のシミュレーションにおける「設定上のコクピットを破壊されたら敗北」という概念がなくなり、モデルの任意の箇所に搭載したバイオチップが破壊されない限りプレイが続行可能となった。ただし、プレイヤーの精神エネルギーが強大な場合、バイオチップのダメージによってプレイヤー自身に危害が及ぶ可能性がある。本編では、ワールドシミュレーション大会の主催者であるアオイ模型の手によって大規模なシミュレーションセンターが建設され、全国各ブロックの代表者が集まるグランプリ大会のみ使用された。
- シミュレーションにおけるプラモデルの大きさは、シミュレートするプラモデルの実際の大きさに準ずる。スケールの違いは基本的に無視され、1/144スケールのガンダムと1/550スケールのビグ・ザムはほぼ同じ大きさに描かれている。これはシミュレーションマシンの設定において変更も可能であり、作中では藤美の1/12スケールのバイクと陽の1/35スケールのT-34のスケールを揃えていた。
- プラモデルを操る人間（プレイヤー）のシミュレーション内における大きさ（身長）は、シミュレートしたプラモデルのスケールに準じていると思われる。しかし、1/144スケールのマゼラアタックに搭乗した四郎の上半身がマゼラ・トップのコクピットからむき出しになっていたり、本来はモビルスーツ用の武器であるマゼラトップ砲を、四郎と健の2人で担いで発砲するなどシチュエーションにより差異がみられる。
- 材質や関節の可動範囲などプラモデルの基本スペックのほか、ライフルを金属製に換装したり、ミサイルをスプリング発射できるように改造すれば当該武器の攻撃力は増加する。また無発泡ウレタン樹脂製の一体化した装甲板など通常のプラスチックと比較し頑丈な素材や成形法を用いれば、シミュレーション内での強度も上がるなど、モデルに施した改造によって、強さや速度が変化する。そのほかプラモデル内部にモーターやゼンマイ動力を組み込み、動くようにする改造すれば、シミュレーション内でのパワーアップにつながる。武器の威力はシミュレーションマシンの設定でも変更可能であり、南郷との初戦時にはゼロ戦とダンバインの火器威力を互角に設定していた。
- 模型秘伝帳編での茂合との再戦時には、プラモシミュレーションマシンを使用せず、呪術によってシミュレーションを行った。

## 本作の与えた影響
自分の作ったプラモデルを実際に戦わせるという物語はもとより、第1話では1/144シャア専用ザクが、足首が曲がらないというパーツ構成のため、ガンダムの蹴りに対応できず転んで破損するなど、その勝敗にキットの特徴が影響するというプラモデル考証の精密さ、当時のガンプラブームと相まって『コミックボンボン』の看板作品となった。作中に登場するプラモデルの改造方法は、本誌の別コーナーにて詳細に解説されたことから少年モデラーの拡大に貢献した。ほかにも、本作で登場したパーフェクトガンダムが実際にプラモデルで発売されたり、武者ガンダムが独自展開を行うなど、その人気は”ガンダム”というコンテンツにも影響を及ぼしている。
また、革新的な試みとして、ガンダムに目玉を描いたことが挙げられる。これは、長年児童向け漫画を手がけてきやまと虹一の「ガンダムを無機質な兵器やプラモデルとして描きたくなかった」という考えによるものである。本家テレビシリーズなどを視聴済みの「兵器としてのガンダム」の概念がすでに備わった読者にとって、やまとの描く「目玉が入り、怒れば青筋を立てる、まるで人間のように擬人化されたガンダム」は異質なものとして当初捉えられ、賛否が分かれた。しかし物語が進むにつれ、「ガンダムの喜怒哀楽＝プレイヤーである四郎の喜怒哀楽」というイメージが構築されたことで、否定的な意見は影を潜めていった。また、このことは結果的に「キャラクターとしてのガンダム」という新たな概念を生み出すこととなる。のちに発表されるSDガンダムや『機動武闘伝Gガンダム』（ガンダムの顔が搭乗者のものになる）などにも多大な影響を及ぼした。実はやまと自身が執筆時にガンダムのアニメ本編を視聴しておらず、冒険王連載のコミカライズしか読んでいなかったため実現できたとも語っている。
本作以降、児童誌や少年誌にてホビーやプラモデルによる戦いを描くさまざまな漫画が連載された。ボンボンのライバル誌である『月刊コロコロコミック』や『別冊コロコロコミック』（以下コロコロ）を発行する小学館も例にもれず、『プラモ天才エスパー太郎』や『3D甲子園 プラコン大作』といった作品を連載している。その後、本作のヒットおよび、SDガンダムをはじめとするホビーコンテンツが好評を博し、1991年における『ボンボン』の発行部数は『コロコロ』を逆転する。ボンボン元編集長の池田新八郎は「コロコロサイドは相当ショックだったのか、ボンボンをかなり研究していた」と当時を述懐している。
サンライズ制作のTVアニメ『ガンダムビルドダイバーズ』（2018年）は、「ガンプラ同士を仮想世界で戦わせる」という本作に近い内容になっている。さらに2022年からは、「ユーザーの持参したガンプラを3DスキャンでCG化してコンピュータ上で対戦させる」という本作のプラモシミュレーションを具現化した「ROAD TO GUNPLA BATTLEプロジェクト」が進行している。

## 主な戦い
ガンダム対シャア専用ザク
『狂四郎』初めての戦い。のちに友人となる健と当時新発売の「Gアーマー」のキットを巡ったいさかいから、プラモシミュレーションで戦うことになる。1/144ガンダムの脚部が開かないという欠点を1/144ドダイ付属の関節で補う工夫や、1/144ザクの足首が曲がらない欠点などプラモの特徴を出した戦いとなった。以降四郎はこのGアーマー付属のガンダムで戦うこととなる。
のちのガンダム対グフにも描かれているが、発売日には模型店に直行して並んでも手に入らない当時のガンプラブームを物語るエピソードでもある。
ガンダム対グフ
「プラモ帝国エンペラー」の山根との初めての戦い。山根はハンダ線に糸ハンダを巻いてグフのヒートロッドを製作し、そのまま組み立てた状態よりも強力な武器として四郎のガンダムを苦しめた。なお、山根は四郎と初めて組んだ景山姉弟とのディオラマ決戦においてこの手法を四郎に教えており、1/144アッグガイのヒートロッドに活かされた。
1/100ガンキャノン対ゲルググ＆リックドム
「プラモ帝国エンペラー」の山根との第2ラウンド。山根は腕にモーターを仕込んだ1/100ゲルググで戦いを挑み四郎を苦しめたが、旧キットゲルググの弱点である胴体を90度ひねると外れてしまう弱点を突かれ戦闘不能になってしまい、コアファイターで脱出した四郎に負けてしまう。
ガンダム対ジオング
当時、関節可動範囲など問題の多かった1/100リアルタイプガンダムを改造した四郎に対し、大阪から来た天満太郎の作った1/100ドムの足付き改造1/144ジオングが対戦するという内容。この反響は非常に大きく、雑誌でも改造例が取り上げられ、後にサッキー竹田もこの足付きジオングを「パーフェクトジオング」（後述）と命名して使用している。
地獄のディオラマ
天満太郎に続き、今度は太郎の兄で双子の兄弟の天満小郎太と五郎太が四郎に勝負を挑んできた。天満兄弟の策略にはまり捕虜になった健を救うため、四郎は地獄のディオラマと呼ばれるトラップ仕掛けのディオラマをくぐりぬけ、天満兄弟を撃退する。
ザクキャノン、デザートザク、アッグなどMSVのMSが続々と登場。アニメではできなかった夢の対決を実現。
マゼラアタック対タイガー1型
スケールモデラー景山登場の回。スケールモデルとアニメモデルの因縁の戦いが注目された。景山のタイガー1型の圧倒的強さの前に四郎は分解したマゼラトップ砲の不意撃ちで一矢報いるも、実質上は敗北を喫することになる。プラモデルにおける当時のアニメモデルの位置づけに触れており、「スケールモデルよりも幼稚で下等なもの」とアニメモデルを小馬鹿にする景山に対し、四郎は「アニメモデルだって立派なプラモデルだ！」と、アニメモデルの立場を擁護する台詞を叫んでいる。
プラモ合宿
スケールモデラー景山との戦いに負けた四郎たちは、山根のいる太陽模型店と一緒にプラモ合宿することに。クラフト・マンの仲間たちが敗北する中、四郎は苦手のスケールプラモF-15で、山根のF-14とドッグファイトで勝利する。しかし、山根のチームメイトからの嫌がらせを受けて四郎のF-15は破損してしまう。今度は得意のアニメプラモ、コアブースターで再戦。山根はXウイングファイターで勝負するも、四郎にXウイングの弱点を衝かれてしまい撃墜された。なお、山根との対戦後のエピローグは雑誌掲載時とコミックスでは大きく異なる。
アニメモデラー対スケールモデラー 第2ラウンド
景山陽の姉、藤美が登場。今度は四郎、健、先のプラモ合宿で四郎の仲間になった山根率いるアニメモデラー軍と景山姉弟のスケールモデラー軍とのプラモ合戦。両チームが奮闘する中、四郎はアッグガイ（1/144）に乗りかえ、藤美のアッグガイ（1/100）と一騎討ち。四郎は山根直伝の糸ハンダヒートロッドで、藤美のアッグガイを粉砕。アニメモデラー軍が勝利し、先の戦い（マゼラアタック対タイガー1型）の雪辱を果たした。
アニメモデラー対シミュレーションゲーマー
シミュレーションゲーマー・蔵井明市郎らが四郎に挑戦してくる。ドイツ軍戦車部隊を指揮する蔵井の仕掛けるさまざまな作戦に四郎は苦戦し、みどりを捕虜に取られた上に負けかけるが、シミュレーションマシンの故障で命拾いする。再戦を前に悩む四郎の前に現れた謎の老人に手渡された「ジェットモグラ」と健やキー坊の参戦により、再戦は狂四郎チームの快勝に終わる。
パーフェクトガンダム対パーフェクトジオング
アメリカナンバーワンモデラー、サッキー竹田が登場。パーフェクトガンダムもこのエピソードで初登場した。話と平行して『コミックボンボン』で制作方法が掲載（旧コミックス4巻に収録）された。初出時のパーフェクトガンダムは装甲脱着機能を持たず、デザインや色設定も後にMSVとして発売されたプラモデルやマスターグレードとは細部が若干異なっているがプラモデル発売時に装甲脱着が可能なようにリファインされ、漫画のデザインもそれに倣う形となった。また、このエピソードでパーフェクトジオングと命名された足付きジオングも、後にMSVとして発売され、ハイグレード、マスターグレードとしても発売されている（ハイグレードはパーフェクトジオングにするための関節パーツが付いており、脚となるドムは別で購入する必要がある）。このエピソードで、四郎は初めて「プラモスピリット」という言葉を使っている。
クラフトマンチーム対ジオン少年隊
四郎に敗れた蔵井がジオン少年隊を使って逆襲。四郎はパーフェクトガンダムで戦うも、ジオン少年隊のパーフェクトザクに完敗してしまう。その後、ストリームベースの特訓を受けてフルアーマーガンダムを完成させ、健、キー坊と共に再戦し勝利。さらにゴッドタイガーでシミュレーションに乱入してきた蔵井を撃破する。
狂四郎対薩摩模型同人会
南郷快山の挑戦を受け四郎はダンバインで南郷の零戦に挑むも、魔改造によって零戦とF-15が合体したプラモ魔神に敗北。四郎は見せ掛けだけの改造からさらなるレベルアップを果たすため、富田と大津に特訓を受ける。再戦では、開始直前に大津が魔改造の正体を見破ったため魔改造は封印、通常のバトルで四郎たちが勝利する。用法は異なるものの、後に用いられるようになった魔改造という言葉はこのエピソードが起源とされている。
新生クラフトマンチーム対ストリームベース
ワールドシミュレーション大会に出るため、ロムとグズ鉄の3人でストリームベース製作の特別ディオラマを進んで行く訓練を目的としたシミュレーション。コンバットエリアで四郎の駆るバイファムはロムのジムスナイパーとグズ鉄のザクタンクと戦い勝利、最終エリアでストリームベースから合格をもらい、ロムとグズ鉄が四郎の新しいパートナーとして加わった。
クラフトマンチーム対太陽模型店チーム
山根率いる太陽模型店チームとの対戦。当初は険悪な関係だった四郎と山根だが、現在は互いを良きライバルと認め合う両者。仲間になってからは一貫して「四郎」と呼んでいた山根が、この対戦に限っては「狂四郎」と呼んでおり、複雑な胸中を覗かせる。
その初戦の四郎対山根は、ここでもグフにこだわった山根の見かけはノーマルだがフルアクション改造のグフが四郎のフルアーマーガンダムを破る。第2戦のグズ鉄対小岩は、小岩のストライクドッグのアイアンクローの前にピンチになるも、グズ鉄がスコープドッグのコクピット内にあったアーマーマグナムで逆転。最終戦のロム対足立は、複数のペンキをかぶったロムのトゥランファムが偶然にも背景に溶け込み、足立のジャーゴを破った。リーダーの四郎が敗れたものの、新人2人の奮闘により、辛くも勝利を握る。
プラモ狂四郎対アニメの清四郎
ワールドシミュレーション大会関東地区決勝戦。1回戦で景山姉弟を破り、「アニメーションとしての『機動戦士ガンダム』」を崇拝し、パーフェクトガンダムをはじめとする四郎のオリジナルガンダムを邪道視する「アニメの清四郎」こと阿野世清四郎が登場する。清四郎率いる原作に基づいたプラモであるトリプルドム（実際には「1/144ドム」のキットは発売されておらず、「1/144リック・ドム」を通常のドムとして使用）との対決。レッドウォーリアが初登場（このときの呼称は「パーフェクトガンダムIII」）。プラモデラーとガンダムファンのイデオロギーが激突した。なお、この話については『ボンボン』掲載版とコミックス版を比較したとき、清四郎側の2人のチームメイトの顔が書き直され、コマ割りや作画に若干の相違が見られる。阿野世清四郎の外見はロック歌手の忌野清志郎をモデルとしている。
狂四郎対健
サッキーの仲間になった健の姿を見て愕然とする四郎。四郎と健は三戸会長の依頼を受け、バイオバッジを使ったテストシミュレーションで戦うことに。四郎のエルガイムMk-IIに対し健はブルーサンダーで挑む。それぞれに腕を上げた2人の戦いは引き分けに終わったが、この戦いで四郎は心に傷を負ってしまう。
プラモ狂四郎対サイボット狂四郎
健との戦いでショックを受けた四郎を見て、三戸会長は彼の心の傷を癒すために、四郎のデータを移植したサイボット狂四郎と戦わせることにする。同じ癖を持つ者同士の戦いであったが、四郎の臨機応変の戦い方にサイボット狂四郎がついてこられずショートしてしまい、四郎が勝利した。
パーフェクトガンダムトリオ対牛若兄弟
ワールドシミュレーショングランプリ大会決勝戦。四郎はパーフェクトガンダム、ロムはパーフェクトガンダムII（フルアーマーガンダム）、グズ鉄はパーフェクトガンダムIII（レッドウォーリア）のパーフェクトガンダムトリオで登場した。
対する牛若兄弟は弁慶がフルメタル製のドム、静が電流発生装置を仕込んだグルーン、義丸は当時の欠点を逆手に取って下半身に武器を搭載したゲルググで挑む。
パーフェクトガンダムトリオはそれぞれを相手に苦戦を強いられるも、弁慶が背中に背負っていた武器の重量で転倒・自壊してグズ鉄に撃破されたのをきっかけに、ロムは静のグルーンに水鉄砲を浴びせ、漏電による自爆に追い込んで逆転する。しかし、後半戦に突入する長丁場になり、義丸のゲルググによる分離攻撃に苦戦するも相手の攻撃を封じることに成功し、最後はボロボロになったガンダムで勝利する。
ヘビーガンダム対ブラッディーマリー（デビルガンダム）
四郎とサッキーとの世界一決定戦。グラスファイバー製のブラッディーマリーに対し、鉄粉を混入した無発泡ウレタン樹脂製のヘビーガンダムで戦いを挑む。だがサッキーの真の目的は、伝説の「模型秘伝帳」を手に入れ最強のモデラーになることだった。結果は動きを封じられた四郎のヘビーガンダムが切腹で自身とブラッディーマリーを突き刺し、相討ちに終わった。しかし直後、シミュレーターに仕掛けられた爆弾が爆発し、そのどさくさに紛れ、サッキーは模型秘伝帳を手に入れるため逃走。四郎は模型秘伝帳をめぐる熾烈な戦いに巻き込まれる。
狂四郎対茂合
「模型秘伝帳 木ノ巻」の継承者・茂合岩男の駆る木製ガンダムに一度は敗れるが、四郎は武者ガンダムで再戦。勝負は四郎の鉄球と茂合の木の無敵球との激しいぶつかり合いの末、四郎が勝利する。しかし、手に入れた「模型秘伝帳 木ノ巻」は小澤勝三にすり替えられ、奪われてしまう。
「模型秘伝帳 土ノ巻」争奪戦
サッキーの変装した小澤の刺客、ブラックマウンテンに「模型秘伝帳 土ノ巻」を奪われてしまった四郎は、速水仁司と共に合体変形メカ「モビルアニマル」を完成させ、合体オモロイドを操るブラックマウンテンに挑む。戦いは四郎が勝利し「模型秘伝帳 土ノ巻」の奪還に成功する。
関ヶ原ウォーズ
模型秘伝帳編最終決戦。サッキーファイブ対狂四郎以下オールスターキャスト。これまで敵として戦ってきた多くのライバルたちが仲間として参戦しており、四郎が涙ぐむ場面もあった。「武者Ζガンダム」はこの話で登場。サッキーのさまざまなオリジナルプラモに苦戦を強いられるも、彼の仲間になっていた山野辺に変装していた健の裏切りもあり、最後は四郎と健の友情パワーで大勝利。
ホビートピア十三回戦
狂四郎最後の戦い。大型ホビー工場「ホビートピア」のメインコンピュータが突如暴走し、社員を人質にして四郎に挑戦。シミュレーションでは黒い三連星やランバ・ラル、『蒼き流星SPTレイズナー』のゴステロなどロボットアニメのキャラクターたちや山根のコピー、囚われたクラフト・マンのマスター、四郎、山根、マスターをかたどったダミーロボットが四郎に戦いを挑んできた。最後はメインコンピュータとの生身の一騎討ちの末、プラモスピリットパワーを宿した自らの鉄拳でコンピュータを粉砕した四郎が勝利を収めた。

## 関連作品
ホビーボーイ飛人くん
講談社『テレビマガジン』1983年 - 1984年連載、原作：やすい尚志（クラフト団）、作画：やまと虹一
- 狂四郎の従兄弟を主人公としたスピンオフ作品。連載当初のタイトルは、こちらも『プラモ狂四郎』だった。プラモデル以外の玩具や模型も題材としている。

新プラモ狂四郎
講談社『コミックボンボン』1987年1月号 - 1988年2月号連載、原作：やすい尚志（クラフト団）、作画：やまと虹一
超戦士ガンダム野郎
講談社『コミックボンボン』連載、監修：大河原邦男、原作：クラフト団、作画：やまと虹一
プラモ狂四郎1999
1999年4月発売の講談社『ガンプラ・ジェネレーション』掲載、原作：クラフト団、作画：やまと虹一
- ボンボンKCDX版 6巻に収録。

プラモ金太郎
マガジンハウス『月刊relax』2001年2月号読み切り掲載、作画：やまと虹一
プラモ狂四郎 MGスペシャルコミック
2003年12月発売の『MG（マスターグレード） パーフェクトガンダム』中の説明書の漫画。
プラ課長 錦四郎
日本ジャーナル出版『月刊カチョー!』2004年11月20日 第1号 - 2005年1月24日 第3号掲載、原案：クラフト団、作画：やまと虹一
- 『狂四郎』と同一の世界観。一児の父となったかつてのガンプラ少年「鏑木錦四郎」が息子のBB戦士の製作を手伝いプラモ屋となった昔馴染みと再会したのを切っ掛けに再びガンプラの世界に突入していく。

プラモ狂四郎 U.C.
講談社『テレまんがヒーローズ』2008年夏号読み切り掲載、原作：クラフト団、作画：やまと虹一
- 講談社漫画文庫版 10巻に収録。京田四郎の息子、「京田京四郎」がシミュレーションバトルに挑む。

ガンダム狂四郎
講談社『ガンダムMSヒストリカ』掲載、作画：やまと虹一、監修：安井ひさし（クラフト団）
SD武者ガンダム風雲録
講談社『デラックスボンボン』連載、監修：大河原邦男、原作：クラフト団、作画：やまと虹一
プラモ狂四郎版 武者ガンダム
講談社『ボンボンコミックス』原作：クラフト団・作画：やまと虹一 
- 『狂四郎』本編から武者ガンダムに関連したエピソードを採録。

ガンプラ甲子園
講談社『コミックボンボン連載』、作画：帯ひろ志
- 第二巻に『プラモ狂四郎からの手紙』を掲載。

ディオラマ大作戦
講談社『月刊少年マガジン』連載、原作：安井尚志、作画：村上としや

### ゲーム参戦
以下の作品にてパーフェクトガンダムが登場しており、京田四郎がパーフェクトガンダムのパイロットとして登場。また『SDガンダムGジェネレーションF』では、サッキー竹田がパーフェクトジオングのパイロットとして登場している。なお『ガンダムトライエイジ』では、著作権の関係でパーフェクトガンダム、パーフェクトジオングのパイロットはアムロとシャアになっている。
SDガンダムGジェネレーションシリーズ
発売：バンダイ ビデオゲーム事業部（後のバンダイナムコエンターテインメント）
- SDガンダムGジェネレーションF
- SDガンダムGジェネレーションF-IF
- SDガンダムGジェネレーションNEO
- SDガンダムGジェネレーションSEED
- SDガンダム GGENERATION ETERNAL

Another Century's Episode 3 THE FINAL
発売：バンプレスト（後のバンダイナムコエンターテインメント） 製作：フロム・ソフトウェア
ガンダムトライエイジ
発売：バンダイ カード事業部
機動戦士ガンダム vs.シリーズ
発売：バンダイナムコエンターテインメント
- 機動戦士ガンダム エクストリームバーサス マキシブースト ON
- 機動戦士ガンダム エクストリームバーサス マキシブースト
- 機動戦士ガンダム エクストリームバーサス フルブースト（PS3版）